# Sealand
Knížectví Sealand (anglicky Principality of Sealand) je neuznávaný mikrostát, rozkládající se na 550 m² velké umělé plošině HM Fort Roughs (veškerý prostor k bydlení činí 4 000 m²) z časů druhé světové války, stojící v Severním moři 10 km od pobřeží východní Anglie. V roce 2018 měla 27 obyvatel, z toho jen 2 trvalé obyvatele.
Od vyhlášení nezávislosti v roce 1967 byla v držení Paddyho Roye Batese a jeho rodiny. Po jeho smrti v roce 2012 se vlády ujal jeho syn Michael Bates.
Třebaže si činí nárok na státní svrchovanost, mezinárodně není nikým uznáváno. Má vlastní měnu, vládu, vlajku i poštovní známky. Vládnoucí rodina provozuje také hostingovou firmu HavenCo Ltd a datové úložiště HavenCo na plošině.

## Historie

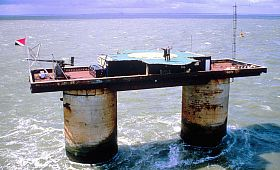
Sealand

Poloha Sealandu a vyznačení teritoriálních vod před a po roce 1987

Roku 1942, v průběhu druhé světové války, byla vystavěna Spojeným královstvím HM Fort Roughs jako jedna z Maunsellových pevností, hlavně na obranu proti německým letadlům kladoucím miny, které mohly být zaměřeny na ústí řek, což byly důležité části lodních cest. Tvořena je potopenou pontonovou základnou s nadstavbou dvou dutých věží, na nichž byla připevněna paluba. Na tuto palubu mohly být přidávány další stavby. Pevnost byla tažena do pozice nad písečným prahem „Rough Sands“, kde byla základna záměrně zatopena, aby umožnila potopení na její finální pozici na písečném prahu. Pozice byla zvolena v mezinárodních vodách zhruba 6 mil od pobřeží Suffolku mimo třímílové pásmo teritoriálních vod patřících Spojenému království. Zařízení (nazývané „Roughs Tower“ nebo „HM Fort Roughs“) bylo obýváno 150–300 osob personálu Královského námořnictva v průběhu celé II. světové války. Až dlouho po válce, roku 1956, byla poslední stálá posádka odvezena z „HM Fort Roughs“.
2. září 1967 prohlásil Roy Bates, bývalý major pěchoty a majitel sítě řeznictví, území za svrchované knížectví Sealand, a začal na něm provozovat pirátskou popovou stanici Radio Essex. Využil tak toho, že se plošina nacházela v mezinárodních vodách a na vysílání se tak nevztahovaly britské zákony o autorských právech. Bates s manželkou vystupovali jako princ Roy a princezna Joan ze Sealandu. Stejné tituly užívali i jejich děti princ Michael a princezna Penelope.
V roce 1968 se pokusil princ Michael zastrašit loď s britskými dělníky výstřelem do vzduchu. Za nelegální držení zbraně byl předvolán do Londýna, soud však uznal, že se Sealand nachází mimo britské teritoriální vody a tudíž i mimo dosah zákona.
V roce 1978 se pokusil Sealand ovládnout německý právník, v té době sealandský premiér, Alexander Achenbach. Za pomoci skupiny německých a nizozemských žoldáků zajal prince Michaela (manželé Batesovi byli v té době mimo plošinu). Michaelovi se však spolu se zaměstnanci podařilo osvobodit a zajal Achenbacha i s útočníky. Achenbach byl obviněn z vlastizrady a Roy Bates za zajatce požadoval výkupné 23 000 £. Vlády Nizozemska, Rakouska a Německa lobbovaly za propuštění zajatců, Britové se však od případu distancovali, německý velvyslanec tak byl nucen osobně se vypravit na Sealand a vyjednat propuštění zajatců. Roy později tuto návštěvu označil za oficiální akt uznání Sealandu ze strany Německa. Achenbach po propuštění založil v Německu exilovou vládu a prohlásil se za právoplatného vládce Sealandu. Batesovi založili vlastní ozbrojené síly, které pevnůstku od té doby chrání.
Od roku 1987 oblast s plošinou spadá pod britské teritoriální vody. V roce 1994 nabyla účinnost Úmluva OSN o mořském právu, podle které „umělé ostrovy, instalace a konstrukce nemají nárok na status ostrovů ani na vlastní teritoriální moře a jejich přítomnost nemá vliv na vymezení ostatních teritoriálních linií, ekonomických zón nebo kontinentů“.

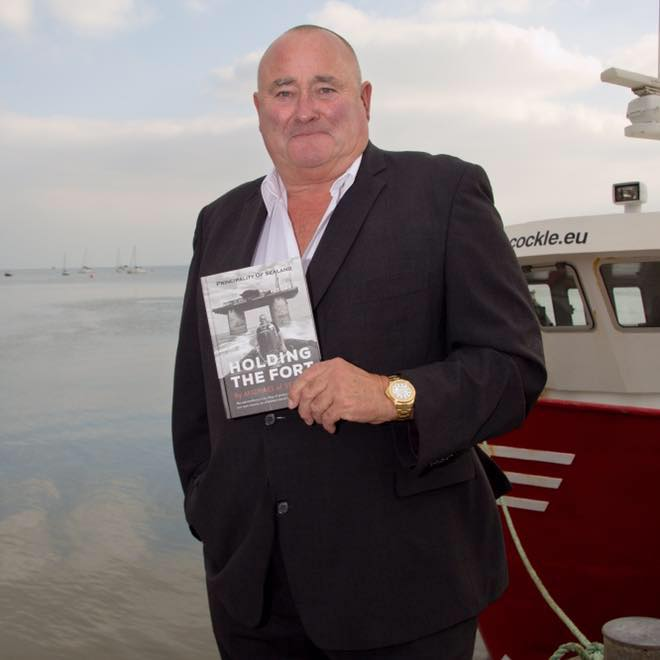
Michael Bates

Roy Bates zemřel v roce 2012 a vlády se ujal jeho syn Michael Bates. Joan Batesová zemřela v roce 2016. Po Michaelovi může převzít vládu jedno z jeho tří dětí: James, Liam nebo Charlotte.

## Prodej

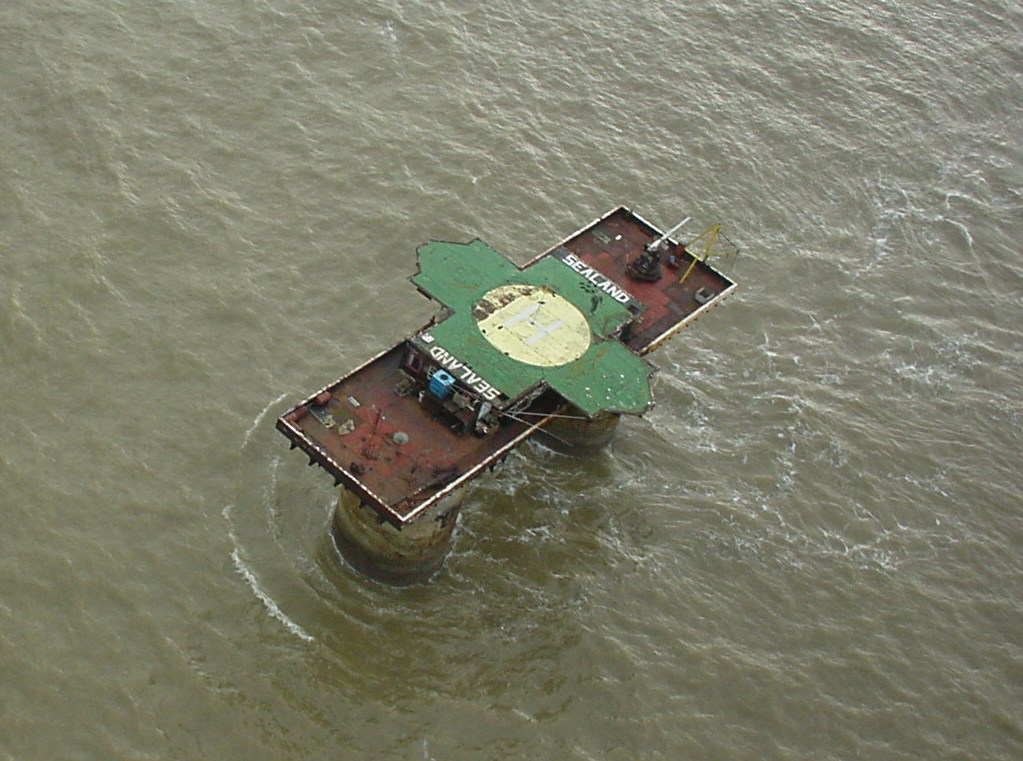
Sealand z výšky

V roce 2007 se rozhodla vládnoucí rodina knížectví Sealand prodat za cenu mezi 65 000 000 a 504 000 000 librami. Jeden z vážných zájemců byl bittorrent server The Pirate Bay.

## Fotbalový tým
Sealand má i vlastní fotbalový tým (ve skutečnosti nepříliš známý dánský tým Vestbjerg Vintage Idrætsforening). Podle tiskové zprávy z roku 2004 byl jeden z prvních zápasů (a nejspíše i posledních) tohoto klubu zápas s Checkií – nejspíše špatný zápis Česka, přičemž výsledek byl remíza 2:2. Ale skutečným[zdroj?] prvním zápasem bylo utkání s Alandy na jejich hřišti s výsledkem 2:2 15. května 2004.